# Iperplasia gengivale
L'iperplasia gengivale, anche note come ipertrofia gengivale o ingrandimento/ingrossamento gengivale, è un ingrossamento della gengiva. È comune in diverse condizioni gengivali. L'ingrossamento gengivale può essere causato da diversi fattori, tra cui infiammazione ed effetti collaterali di alcuni farmaci. Il trattamento dipende dalla causa. Un termine strettamente correlato è epulide, che indica un tumore localizzato (cioè un nodulo) sulla gengiva.

## Classificazione
I termini iperplasia gengivale e ipertrofia gengivale sono stati utilizzati in passato per descrivere questo argomento. Queste non sono descrizioni accurate dell'ingrossamento gengivale perché questi termini sono strettamente diagnosi istologiche e tali diagnosi richiedono l'analisi microscopica di un campione di tessuto. L'iperplasia si riferisce ad un aumento del numero di cellule, mentre l'ipertrofia si riferisce ad un aumento delle dimensioni delle singole cellule. Poiché queste clarificazioni non possono essere eseguite con un esame clinico,  è più propriamente applicato il termine ingrossamento gengivale . L'ingrossamento gengivale è stato classificato in base alla causa in 5 gruppi generali:
- Ingrossamento infiammatorio
- Ingrossamento indotto da farmaci
- Ingrandimento associato a malattie o condizioni sistemiche
- Ingrandimento neoplastico
- Falso ingrandimento.

## Cause

### Ingrossamento infiammatorio
La forma più comune è l'ingrossamento gengivale infiammatorio cronico, che si manifesta quando le gengive si presentano morbide e scolorite. Ciò è causato dall'edema tissutale e dall'infiltrazione cellulare infettiva causata dall'esposizione prolungata alla placca batterica. Viene trattato con un trattamento parodontale convenzionale, come la rimozione del tartaro.
La gengivite e l'ingrossamento gengivale sono spesso osservati nei soggetti che respirano a bocca aperta, come risultato dell'irritazione provocata dalla disidratazione superficiale, ma il meccanismo preciso non è chiaro.
L'accumulo e la ritenzione della placca sono la causa principale dell'ingrossamento gengivale infiammatorio. I fattori di rischio includono una scarsa igiene orale, così come l'irritazione fisica della gengiva causata da apparecchi restaurativi e ortodontici inadeguati.

### Ingrandimento indotto da farmaci
Questo tipo di ingrossamento gengivale è talvolta definito "ingrossamento gengivale indotto da farmaci" o "Drug Influenced gingival overgrowth", abbreviato in "DIGO". L'ingrossamento gengivale è associato alla somministrazione di tre diverse classi di farmaci, tutti producenti una risposta simile.
- anticonvulsivanti (come fenitoina, fenobarbital, lamotrigina, vigabatrina, etosuccimide, topiramato e primidone NON comuni per il valproato)[8]
- calcioantagonisti (antipertensivi come nifedipina, amlodipina e verapamil ). Il derivato diidropiridinico isradipidina può sostituire la nifedipina e non induce la crescita eccessiva delle gengive.[8]
- ciclosporina, un immunosoppressore .[8]

Di tutti i casi di DIGO, circa il 50% è attribuito alla fenitoina, il 30% alle ciclosporine e il restante 10-20% ai calcioantagonisti.
L'ingrossamento indotto dai farmaci è stato associato alla predisposizione genetica del paziente, e la sua associazione con l'infiammazione è dibattuta. Alcuni ricercatori sostengono che l'infiammazione sottostante è necessaria per lo sviluppo dell'ingrossamento indotto dal farmaco, mentre altri sostengono che l'ingrossamento esistente indotto dall'effetto del farmaco aggrava la ritenzione della placca, favorendo così la risposta tissutale. Un'attenta attenzione all'igiene orale può ridurre la gravità dell'iperplasia gengivale. Nella maggior parte dei casi, la sospensione del farmaco responsabile risolve l'iperplasia.

### Ingrandimento associato a fattori sistemici
Molte condizioni sistemiche possono essere correlate a manifestazioni orali, le quali possono possono includere l'ingrossamento gengivale:
- Predisposizione sistemica
  - gravidanza
  - pubertà
  - carenza di vitamina C
  - non specifico, come un granuloma piogenico
- Malattia sistemica che causa l'ingrossamento
  - leucemia
  - malattie granulolomatose, come la granulomatosi con poliangioite, la sarcoidosi o la granulomatosi orofacciale[14]
  - neoplasie
    - neoplasie benigne, come fibromi, papillomi e granulomi a cellule giganti
    - neoplasie maligne, come il carcinoma o il melanoma maligno

  - falsi ingrandimenti gengivali, come quando è presente una lesione ossea o del tessuto dentale sottostante

## Meccanismo
Ingrandimento gengivale indotto da farmaci:
- Tipo fibrotico:
  - CTGF (noto anche come CCN2) elevato, il cui livello è associato alla presenza di fibrosi.[15]
    - Il TGF-β aumenta gli effetti di CTGF/CCN2 (meccanismo preciso non noto). TGF-β rimane plausibile come bersaglio di eventuali terapie.[16]
    - La infiammazione locale aiuta a mantenere stabili i livelli di CTGF  (tramite mediatori come PGE <sub id="mwsQ">2</sub>), a differenza dei fibroblasti di altri tessuti (come i reni) i cui livelli di CTGF vengono regolati negativamente dalla stessa PGE <sub id="mwsw">2</sub> .
- Tipo infiammatorio

## Gestione
Il primo intervento per combattere la crescita eccessiva delle gengive è migliorare l'igiene orale, assicurando la rimozione della placca irritante attorno al colletto dei denti e alle gengive. Le situazioni in cui l'ingrossamento gengivale infiammatorio cronico include componenti fibrotiche significative che non rispondono e subiscono un restringimento quando esposte a detartrasi e levigatura radicolare vengono trattate con la rimozione chirurgica del tessuto in eccesso, il più delle volte con una procedura nota come gengivectomia.
Nella DIGO, il miglioramento dell'igiene orale e il controllo della placca è comunque importante dato che contribuisce a ridurre qualsiasi componente infiammatoria che potrebbe contribuire alla crescita eccessiva.
Per invertire e prevenire l'ingrossamento gengivale causato dai farmaci basta interrompere la terapia farmacologica o sostituirla con un altro farmaco. Tuttavia, questa non è sempre un'opzione; in una situazione del genere, si può ricorrere, se possibile, a una terapia farmacologica alternativa. Nel caso dell'immunosoppressione, il tacrolimus è un'alternativa disponibile che provoca una crescita gengivale molto meno grave rispetto alla ciclosporina, ma è ugualmente nefrotossica. Alcuni calcioantagonisti non presentano questo effetto collaterale, quindi la sostituzione è possibile.

## Epidemiologia
L'iperplasia gengivale è relativamente comune.

## Altri animali

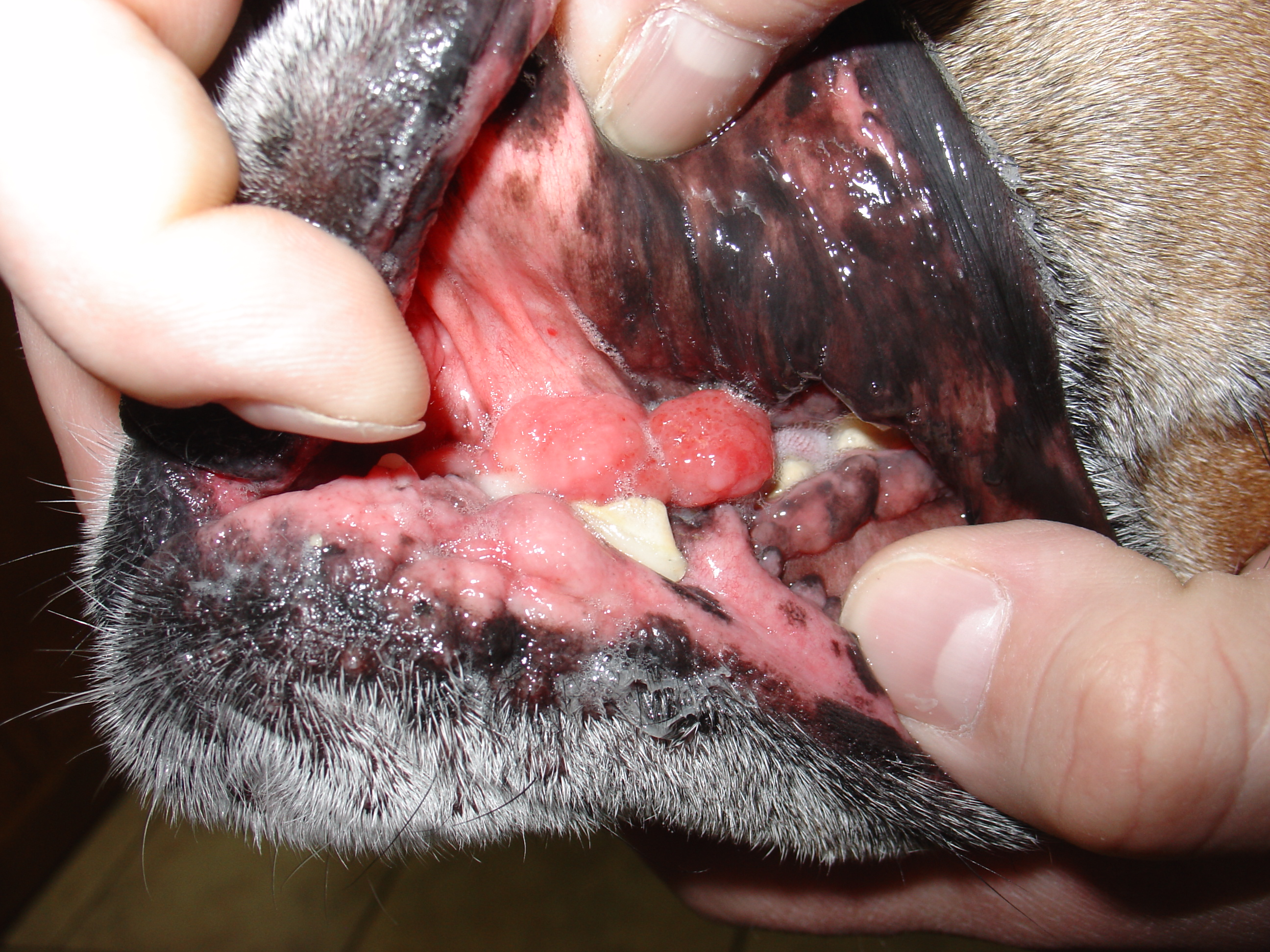
Iperplasia gengivale

È comunemente osservato nei cani Boxer e in altre razze brachicefale, e nello Springer Spaniel inglese . Solitamente si presenta intorno alla mezza età. Alcune aree della gengiva possono sono più soggette di altre, con alcune zone che arrivano a coprire completamente i denti. Questa condizione provoca spesso infezioni e ulteriori infiammazione della gengiva. Sotto anestesia, le aree gengivali affette possono essere rimosse con una lama di bisturi o con un laser a CO2; il rischio di recidiva è alto. Anche l'ingrossamento gengivale è una potenziale conseguenza della gengivite . Come negli esseri umani, può essere visto come un effetto collaterale dell'uso della ciclosporina .